# Federação de Voleibol da Macedónia do Norte
A Federação de Voleibol da Macedónia do Norte, ou Macedônia do Norte, (em macedónio: Одбојкарска федерација на Македонија, Odbojkarska Federatsija Na Makedonija) é uma organização fundada em 1993 que governa a pratica de voleibol da Macedónia do Norte, sendo membro da Federação Internacional de Voleibol e da Confederação Europeia de Voleibol, a entidade é responsável por organizar os campeonatos nacionais de voleibol masculino e feminino no território..